# 両利きエクササイズ -理論の右手と感性の左手-
『両利きエクササイズ -理論の右手と感性の左手-』（りょうききエクササイズ りろんのみぎてとかんせいのひだりて）は、サイバーフロント発売元のニンテンドーDS専用ゲームソフト。